# Lista dos deputados federais de Santa Catarina - 45ª legislatura (1975 — 1979)
Lista dos deputados federais de Santa Catarina - 45ª legislatura (1975 — 1979).
| Nº | Deputado                    | Partido                                |
| -- | --------------------------- | -------------------------------------- |
| 1  | Jaison Barreto              | Movimento Democrático Brasileiro (MDB) |
| 2  | Laerte Ramos Vieira         | Movimento Democrático Brasileiro (MDB) |
| 3  | Francisco Orestes Libardoni | Movimento Democrático Brasileiro (MDB) |
| 4  | Luiz Henrique da Silveira   | Movimento Democrático Brasileiro (MDB) |
| 5  | Ernesto José de Marco       | Movimento Democrático Brasileiro (MDB) |
| 6  | Walmor de Luca              | Movimento Democrático Brasileiro (MDB) |
| 7  | José Thomé                  | Movimento Democrático Brasileiro (MDB) |
| 8  | Ademar Ghisi                | Aliança Renovadora Nacional (ARENA)    |
| 9  | João Cândido Linhares       | Aliança Renovadora Nacional (ARENA)    |
| 10 | Wilmar Dallanhol            | Aliança Renovadora Nacional (ARENA)    |
| 11 | Angelino Rosa               | Aliança Renovadora Nacional (ARENA)    |
| 12 | Albino Zeni                 | Aliança Renovadora Nacional (ARENA)    |
| 13 | Henrique Córdova            | Aliança Renovadora Nacional (ARENA)    |
| 14 | Pedro Colin                 | Aliança Renovadora Nacional (ARENA)    |
| 15 | Dib Cherem                  | Aliança Renovadora Nacional (ARENA)    |
| 16 | Abel Ávila dos Santos       | Aliança Renovadora Nacional (ARENA)    |